# Geophagus steindachneri
Geophagus steindachneri är en fiskart som beskrevs av Eigenmann och Hildebrand 1922. Geophagus steindachneri ingår i släktet Geophagus och familjen Cichlidae. Inga underarter finns listade i Catalogue of Life.